# فهرست وابسته‌های دیپلماتیک باربادوس

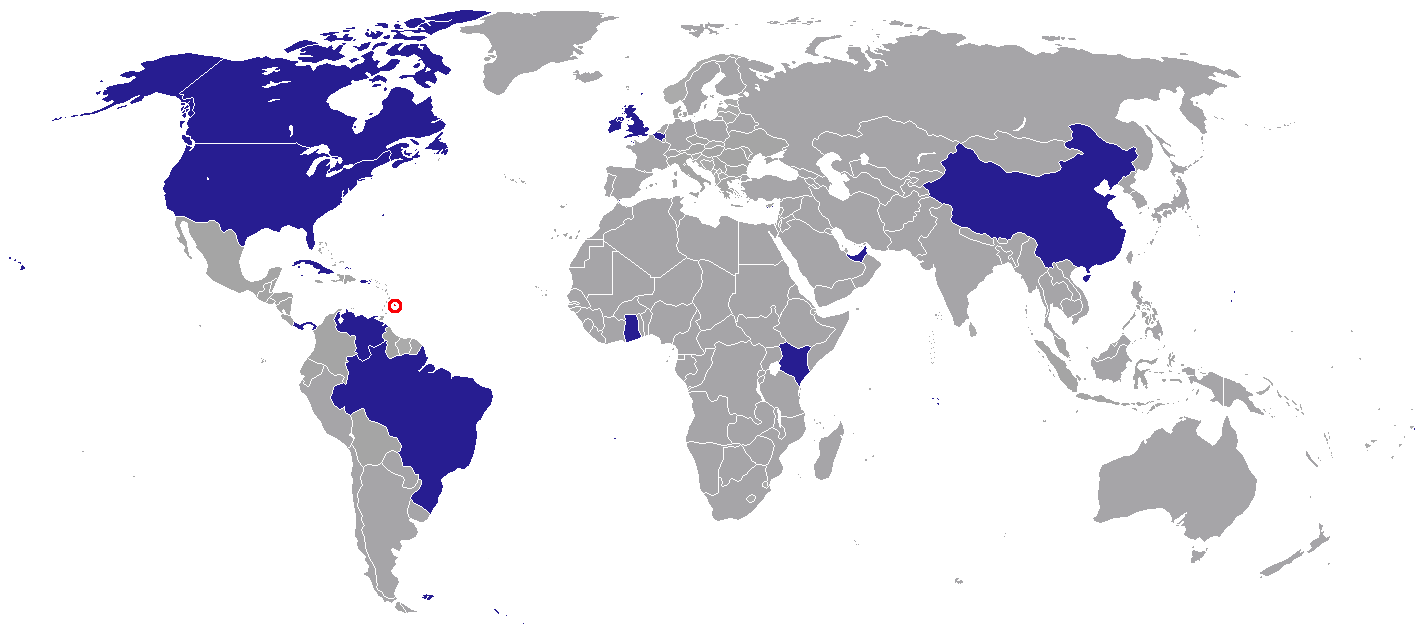
نقشه کشورهای دربردارنده سفارتخانه باربادوس:
باربادوس
سفارتخانه یا کمیسیون عالی

فهرست سفارت‌های باربادوس، فهرستی از مراکز سفارتخانه و کنسولگری کشور باربادوس در سراسر جهان است. باربادوس کشوری جزیره‌ای است که میان دریای کارائیب و اقیانوس اطلس شمالی و شمال شرق ونزوئلا قرار گرفته‌است. پایتخت آن بریج‌تاون است.
همه کشور باربادوس تنها از یک جزیره تشکیل شده و این جزیره جزو جزایر بادپناه به‌شمار می‌آید که در آنتیل کوچک قرار گرفته‌است.
دریانوردان اسپانیایی در اواخر سده پانزدهم از این جزیره دیدن کرده و آن‌ها جزئی از ممالک خالصه پادشاه خود نامیدند. این جزیره برای نخستین بار در سال ۱۵۱۱ بر روی نقشه‌های اسپانیایی ترسیم شده‌است.
این کشور در ۳۰ نوامبر ۱۹۶۶ از بریتانیای کبیر مستقل شد و هم‌اینک از جزایر توریستی کارائیب است. باربادوس نسبت به دیگر کشورهای آنتیل کوچک، ارتباط دیپلماتیک نسبتاً گسترده‌تری دارد.

## آسیا
- چین
  - پکن (سفارت)

## آمریکا

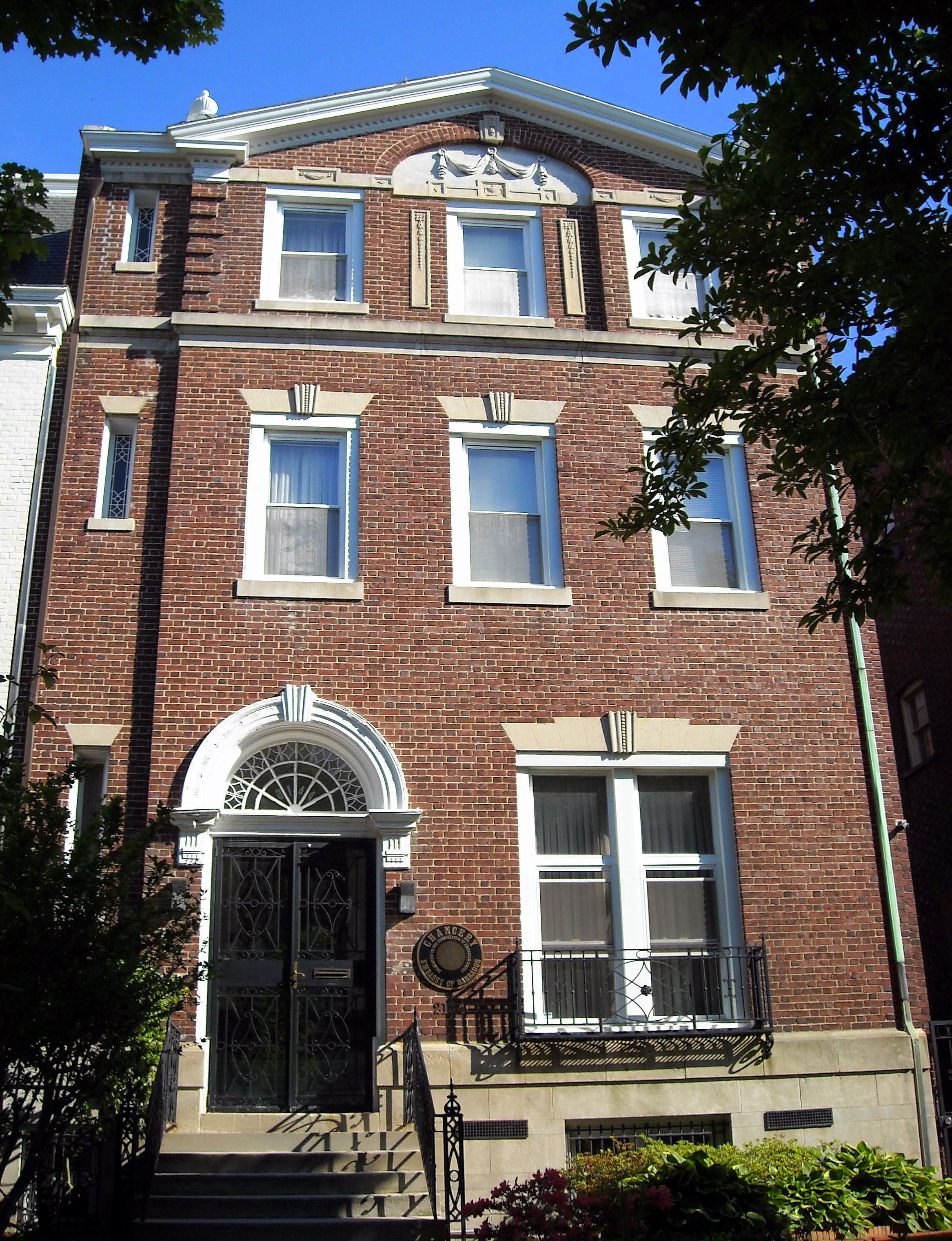
سفارتخانه باربادوس در واشنگتن دی سی

- برزیل
  - برازیلیا (سفارت)
- کانادا
  - اتاوا (کمیسیون عالی)
  - تورنتو (سرکنسولگری)
- کوبا
  - هاوانا (سفارت)
- ایالات متحده آمریکا
  - واشنگتن دی سی (سفارت)
  - میامی (سرکنسولگری)
  - نیویورک (سرکنسولگری)
- ونزوئلا
  - کاراکاس (سفارت)

## اروپا

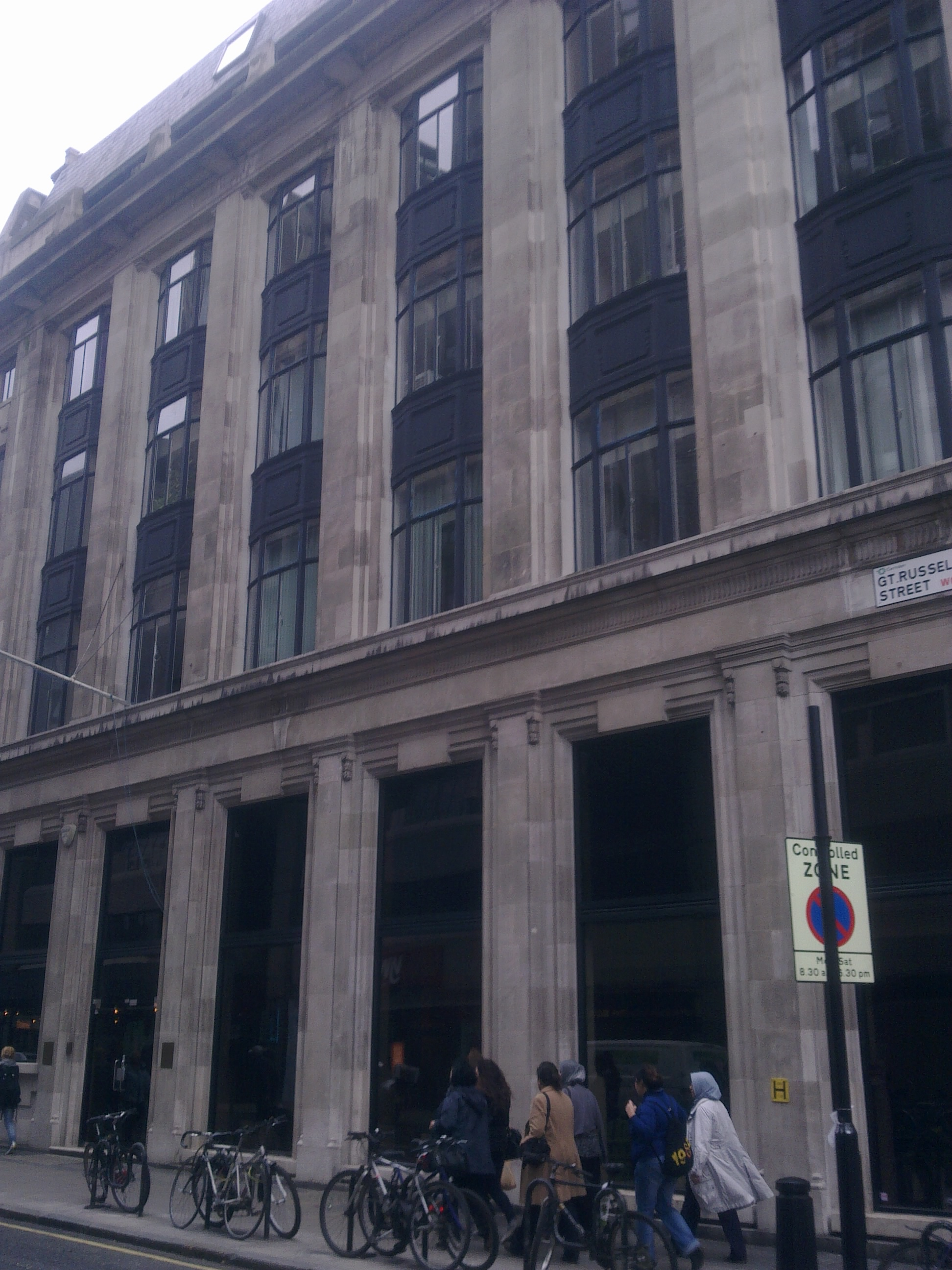
کمیسیون عالی باربادوس در لندن

- بلژیک
  - بروکسل (سفارت)
- بریتانیا
  - لندن (کمیسیون عالی)

## گردشگری باربادوس
در کشورهای زیر، دفاتر گردشگری باربادوس، زیر نظر وزارت گردشگری این کشور، قرار دارد.
- استرالیا – سیدنی
- برزیل – برازیلیا - سائوپائولو
- کانادا – تورنتو - مونترال
- آلمان – مونیخ
- بریتانیا – لندن
- ایالات متحده آمریکا – لس آنجلس - میامی - نیویورک سیتی - پورتوریکو

## سازمان‌های چندجانبه
- بروکسل (مأموریت به اتحادیه اروپا)
- ژنو (نمایندگی دائم به سازمان ملل متحد و دیگر سازمان‌های بین‌المللی)
- نیویورک (نمایندگی دائم به سازمان ملل متحد)
- واشنگتن دی سی (نمایندگی دائم به سازمان کشورهای آمریکایی)